# دردار موديوليني
دردار موديوليني (الاسم العلمي:Ulmus modiolina) هو نوع غير مؤكد من النباتات يتبع جنس الدردار من الفصيلة الدردارية.